# Historia del Canal de Isabel II

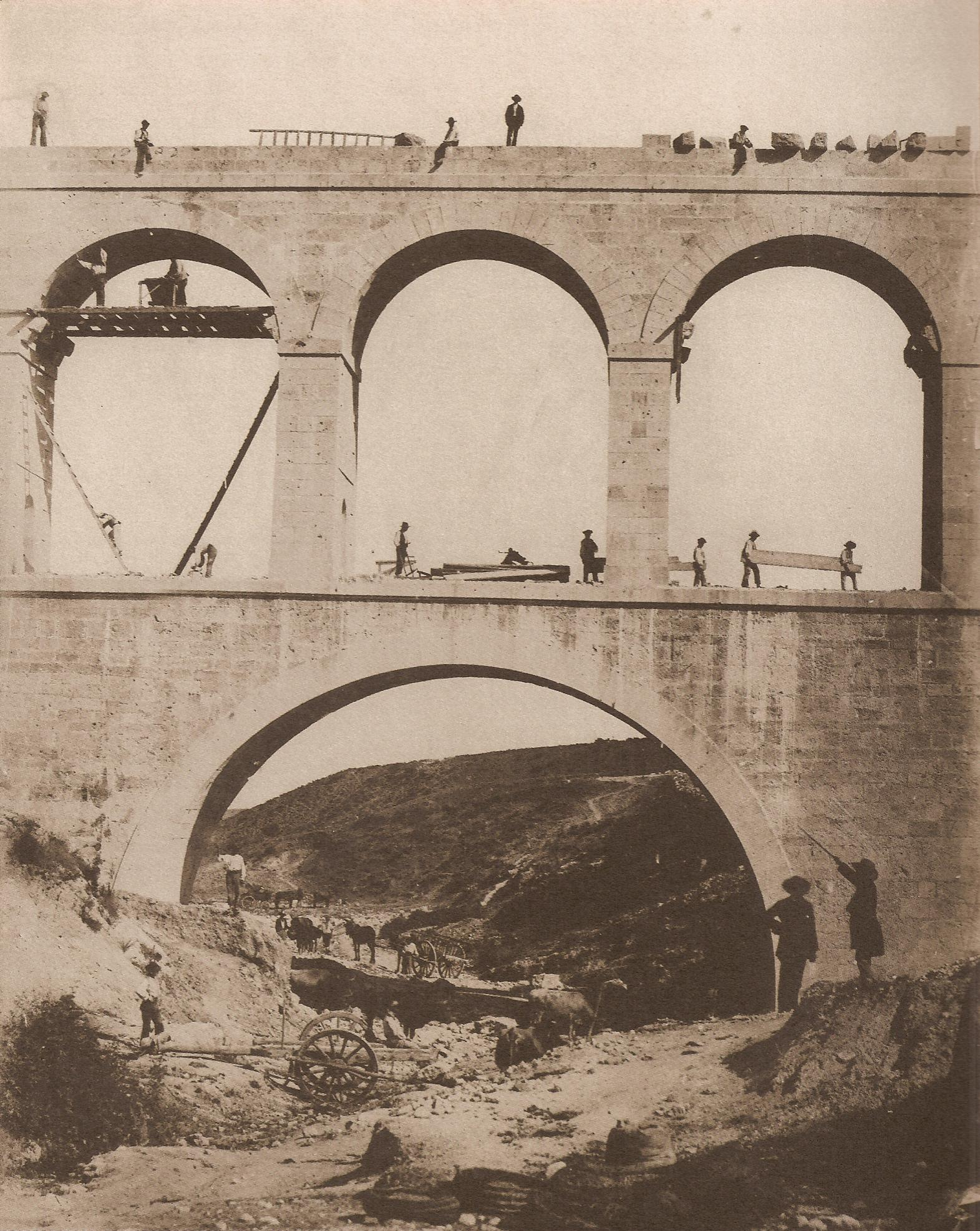
Obras del Canal de Isabel Segunda en el puente de la Sima (fotografía de Charles Clifford).

La Historia del Canal de Isabel II es parte de la historia y evolución de la ingeniería hidráulica empleada en el abastecimiento de agua a la ciudad de Madrid. El suministro de agua ha pasado por dos etapas bien diferenciadas cuya frontera temporal es el inicio en 1851 de la construcción de la red denominada Canal de Isabel II. La demanda creciente de agua desde los inicios ha ido pareja a la incorporación progresiva de las numerosas infraestructuras hidráulicas creadas para abastecer a la ciudad de Madrid. Inicialmente se ofreció abastecimiento de agua mediante el uso de diferentes arroyos, y posteriormente se canalizó y recolectó en los viajes de agua. Con el tiempo la demanda fue aumentando. La sociedad demandaba agua "dentro de las casas". Los nuevos requerimientos hicieron que, ya desde el siglo XIX, se fuera creando una compleja red de abastecimiento que procedía de regiones cada vez más lejanas, como el río Lozoya. A esta infraestructura, que continúa en funcionamiento tras más de ciento cincuenta años, se la denominó Canal de Isabel II. Su objetivo es abastecer de agua a la ciudad de Madrid y a los municipios que la rodean.
Los asentamientos iniciales de Madrid se ubicaron en una zona de abundantes aguas, suficientes para una población de miles de personas, pero esta decisión primitiva no contó con la evolución demográfica posterior. La demanda de agua crecía y el abastecimiento hídrico se convirtió en un problema desde el siglo XV. Madrid es una de las pocas capitales europeas que carece de un río  funcional. El caudal del Manzanares no permite el abastecimiento y tampoco la comunicación fluvial. Los cronistas que hablan de este tema han ido cambiando de opinión con el paso de los siglos, desde las crónicas iniciales que hablan de abundancia, hasta la crítica a la carencia de aguas. El proyecto (denominado colosal en la época) del Canal de Isabel II se creó cuando Madrid planificaba un futuro Ensanche. Desde su nacimiento el Canal se ha enfrentado al reto de ofrecer suministro de agua a una población creciente. 

## Los orígenes del abastecimiento de Madrid
La evolución de los métodos extractivos de agua ha ido pareja a la evolución de la tecnología hidráulica empleada,  si bien la demanda para el abastecimiento del agua está constantemente forzada por la creciente evolución demográfica de Madrid y de los usos higiénicos que paulatinamente se incorporan a las costumbres de la población. El uso de manantiales y arroyos pudo haber sido suficiente para la vida de las primeras poblaciones, siendo posible poco a poco incorporar nuevos elementos de recolección como los famosos viajes de agua. En estos periodos iniciales se piensa ya trasvasar agua a Madrid desde las cuencas vecinas, pero los proyectos son demasiado costosos para la época y finalmente se abandonan. No obstante la explosión demográfica de Madrid en el siglo XIX hizo que tuvieran que incorporarse necesariamente nuevos mecanismos de abastecimiento. 

### El periodo medieval

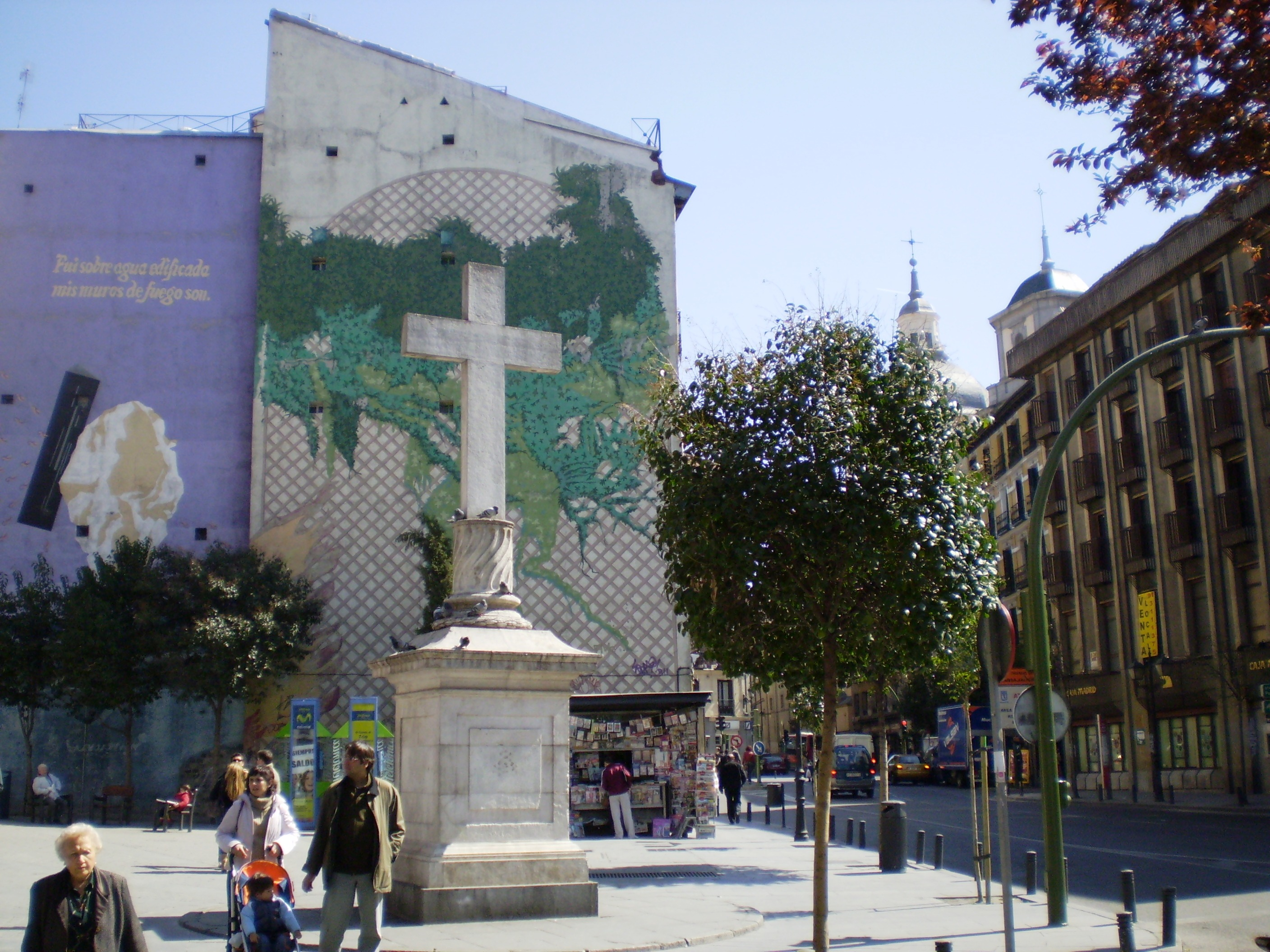
Uno de los lugares donde nacía el arroyo matrice: Plaza de Puerta Cerrada.

La abundancia inicial  de aguas en la superficie, así como de aguas subterráneas, en los terrenos de Madrid era muy conocida desde antiguo, en algunos casos se indica como origen de su nombre en árabe: Maŷrit. Inicialmente se describe en 1202 en el Fuero de Madrid el arroyo matrice (arroyo madre en latín) procedente de las fuentes de Sancti Petri (Plaza de Puerta Cerrada) y se regula sus diferentes usos, mediante multas, distinguiendo los tramos que son potables de los de uso artesanal. Este mismo arroyo es mencionado en los Libros de Acuerdos del Concejo madrileño (de los años 1478 y 1481). El arroyo matrice es posible tuviera su origen en la época visigótica y naciendo en el medio de la Plaza de Puerta Cerrada descendía por la Cava Baja hacia la Plaza de los Carros siguiendo un transcurso paralelo a la muralla. El arroyo de las Fuentes de San Pedro (que antiguamente era el arroyo matrice) discurría por la calle Segovia hasta desembocar en el Manzanares. Los musulmanes tradujeron el nombre inicial del arroyo matrice a maỹra (venero de agua). Este arroyo pudo haber sido, según los estudiosos, la primera fuente de abastecimiento de agua de Madrid. 
El aprovechamiento del río Manzanares no era posible debido a dos razones: por un lado el bajo caudal y por otro el desnivel que poseía no era adecuado para su explotación efectiva. El caudal exiguo del Manzanares era objeto de coplas. La expansión urbana del Madrid medieval se dirige al noroeste, en posición opuesta al río, buscando nuevas fuentes de abastecimiento de agua. El crecimiento urbano hizo que la demanda de agua superara pronto el caudal del arroyo y pronto se empezaron a excavar pozos y a instalar norias. El agua extraída era salobre y de baja calidad (aguas gordas). Esta situación obligó a expandir la ciudad hacia el Noreste, es decir hacia Alcalá. 
El abastecimiento de agua en las ciudades era un problema recurrente en los legisladores y los inventos tecnológicos que resolvieran el problema eran bien recibidos. Los ingenieros hidráulicos musulmanes pronto establecieron un sistema de captación de aguas subterráneas ideado en Persia cuyo nombre es Qanat. Los Qanat fueron una solución ideal y proporcionaron durante siglos un caudal suficiente a la creciente población madrileña. De esta forma sobre los ingenios en forma de norias, cocleas, azadas, etc. para sacar agua de los pozos del ingeniero Juanelo Turriano (1500? - 1585) ya se tiene noticia en Toledo al extraer agua del río Tajo, todos estos ingenios fueron muy populares en los inicios del siglo XVI. 
La abundancia de aguas en Madrid es narrada por algunos autores, un ejemplo se tiene en Fernández de Oviedo que a principios del siglo XV menciona: 

«(…)  En muchas partes de esta villa, el agua está cerca de la superficie de la tierra, y muy someros los pozos, tanto que con el brazo, sin cuerda, pueden tomar el agua en ellos (…) Así que con razón se movieron á decir los antiguos que aquella villa está armada sobre agua ó fundada sobre agua, (…) ».

Los Qanat musulmanes fueron evolucionando a lo largo de los años en los denominadas viajes de agua. Los viajes eran definidos como los ríos artificiales que desembocan en aljibes y tuvieron un periodo de proliferación durante los siglos XVII hasta XVIII. Prueba de la importancia que tuvo el agua en Madrid, lo muestra que Isidro Labrador (patrón de Madrid) tuviera no sólo el oficio de pocero sino que además fuera famoso por ser capaz de detectar acuíferos.

### Los viajes de Agua
El incremento de población durante el reinado de Felipe II hizo que escasease el agua potable. A todo ello cabe añadir que la tala y destrucción rápida de montes y prados que rodeaban entonces a Madrid, ocasionó la aridez del suelo y el consiguiente desecamiento de manantiales. La captación de aguas subterráneas para el abastecimiento de la población, mediante los viajes, fue el único sistema utilizado en Madrid desde su fundación en el siglo IX hasta mediados del siglo XIX. Estos viajes de agua consistían en una serie de pozos y galerías que bien eran de drenaje o de captación que finalizaban en fuentes públicas que eran de uso de los vecinos y aguadores. El grosor se medía en superficies definidas por el área de la moneda española denominada reales de plata (y se denominaban reales de agua), los canales gruesos se denominaban naranjeras mientras que los estrechos eran denominados limoneras. En algunos casos los caños de salida eran de uso privado y vertían su contenido en hospitales, conventos, albercas para campos dedicados al cultivo, etc. Los caños no poseían grifo y si se tapaban inundaban los tramos de los viajes, los contratos de las fuentes privadas eran renovados cada año y se pagaba por el volumen, no por el gasto de agua realizado. Ya en el siglo XVI la población centraba su consumo en el viaje de la Alcubilla (ubicado en la zona de Tetuán) que se construyó en 1339, que proporcionaba un caudal medio diario de 80 m³, lo que equivalía a 3 litros por habitante y día. Este viaje tras numerosas ampliaciones llegó a poseer una longitud de 26 kilómetros. 
Los caños empleados en la conducción del agua eran barro cocido y vidriado por su interior, en el siglo XVII en rara ocasión se emplearon tuberías metálicas en grandes tramos. El sistema de viajes de agua consistía en una serie de túneles de tres tipos, el primero era un túnel de captación por debajo del nivel freático, los de conducción por encima de este nivel y los verticales de respiración. Cada pozo de respiración era tapado con "capirotes" de piedra en forma troncopiramidal (de tamaño de más de medio metro de alto). Este tipo de caños era muy conocido y en algunos casos se tienen diversas descripciones como: caños de Leganitos (ya citados por Cervantes), la fuente del Berro, Fuente de los Caños del Peral (ubicada en la actual Plaza de Isabel II y que se denominó también Fuente del Arrabal), etc. Estas fuentes dependían de la Junta de Fuentes y ésta directamente de la Corona. La Junta de Fuentes estaba presidida por el Corregidor. El cargo de Maestro Mayor de Fuentes era el que se encargaba de las obras de los viajes y se trataba de un cargo que solía recaer en el Maestro Mayor de Obras de la Villa.
El agua de los viajes poseía diversas concentraciones de sulfatos, sales diversas de cal, magnesia y carbonato de sodio. Precisamente el carbonato de sodio (sosa) era el ingrediente que proporcionaba al agua madrileña un sabor característico. Algunos autores investigaron las calidades de las aguas madrileñas, tal es el caso de Alfonso Limón Montero que en 1697 opina ser "blandas y delicadas al gusto". El sabor de las aguas madrileñas no siempre es del agrado de todos, así se narra que Isabel la Católica al no agradarle las aguas madrileñas se le hacía traer agua de La Alameda. La Casa Real se construyó un viaje propio, el de Palacio o Amaniel (gestionado por la junta de Obras y Bosques que daba su servicio al Alcazar y a los jardines del Retiro), aunque Felipe V compró en exclusiva las aguas de la Fuente del Berro.  La diferencia de sabor era descrita por Benito Pérez Galdós en sus Episodios Nacionales. Las pandemias de cólera que afectaron a Madrid, mostraban una necesidad creciente de abastecimiento de aguas saneado.
Los viajes de agua funcionaron hasta el siglo XIX en el abastecimiento de aguas de Madrid y su caudal era en muchos casos considerable. Un ejemplo de su caudal lo muestran escritos de la época en los que al hacer operaciones de alcantarillado en la calle Arenal la rotura de un viaje hizo que se tuviera que bombear el agua con una veintena de bombas hidráulicas. De la misma forma se tienen noticias de vías de agua inesperadas en la rotura de viajes de agua en las primeras obras de metro. A pesar de que los viajes del agua se cancelaron, en algunas ocasiones se seguían utilizando, el Canal de Isabel II suministró en ocasiones agua turbia y la población de Madrid acudió a las viejas fuentes, convirtiéndose en un problema de orden sanitario.

### Los aguadores
Las fuentes públicas ubicadas en ciertas zonas de Madrid, eran abastecidas mediante el constante caudal de los viajes de agua. Tan solo aristócratas y órdenes religiosas se beneficiaban de caños privados que dirigían sus canalizaciones a terrenos privados. El resto de los madrileños tenía que acudir con depósitos y tinajas a las diversas fuentes existentes en la ciudad. La proporción era desigual, y de esta forma en 1727 los cuatro viajes principales de Madrid el 55% iba a parar a los 471 caños particulares, mientras que el resto se dedicaba a las 43 fuentes públicas. A dichas fuentes públicas se dirigían tanto los aguadores (transportadores de agua a pago), como los particulares. Esta confluencia de gente era causa constante de problemas. Las autoridades decidieron regular el acceso a los caños haciendo que existieran caños para los aguadores y para el público, existiendo incluso fuentes para uso exclusivo de unos, siendo prohibido su acceso a los otros. Se estima que para el número de fuentes públicas, eran cerca de novecientos el número de aguadores profesionales en Madrid. Se puede decir que casi la mitad de los caños públicos eran propiedad exclusiva de los aguadores. 
Los aguadores madrileños era uno de los oficios más tradicionales de Madrid, la mayoría de ellos eran procedentes de Asturias, Galicia y en algunos casos de Francia. La idea que aparece en la documentación de la época es que eran pendencieros, bien fuese en riñas entre ellos o con el público que acude a las fuentes públicas. Las causas de la disputa eran las quejas ciudadanas acerca de la suciedad que causaban las mulas de transporte de agua, las caballerías arrollando a los transeúntes, etc. En las fuentes junto los aguadores, se reunían los criados y criadas de las casas acomodadas. El pintor Alenza pinta a algunos de estos aguadores en la Puerta del Sol. 
En la época de Felipe II se comienza a regular su profesión no dejando que los cántaros de transporte sobrepasen los cinco azumbres de volumen. Los alfareros de Alcorcón elaboraban los cántaros de cinco azumbres, e incluían un sello especial para evitar las posibles falsificaciones de recipientes. Las regulaciones iban limitando poco a poco el oficio, de esta forma una vez al año el ayuntamiento subastaba la concesión de las fuentes. Los incendios de la Plaza Mayor de Madrid hicieron pensar al ayuntamiento que se les obligara a acudir en caso de incendio, llegando incluso a confiscar sus cántaros en caso de emergencia. 
Existían diferentes tipos de aguadores, los que desplazaban su mercancía en carro: los chirriones (o de cuba). Los que desplazaban el agua mediante la ayuda de un burros (sobre los que se cargaban entre cuatro a cinco cántaros). Los que portaban el cántaro al hombro y que servía a domicilio. Los vendedores de agua fresca que llevaban un cántaro y un vaso por la ciudad, voceando su mercancía: "agua fresca". Estos últimos eran muy populares en  las procesiones religiosas o actos públicos diversos. Posteriormente se introdujo la costumbre de servir el agua acompañada de unas gotas de anís, limón, azucarillos,

## sigloXVIII
El aumento de la demanda y los problemas de carestía durante este siglo XVIII se disparan por causa del aumento de población, del cambio de las costumbres higiénicas de los madrileños, y de la limitación que comenzaban a mostrar los viajes de agua. Las nuevas ideas sobre la higiene, y limpieza de las ciudades hacen que exista una mayor demanda, independiente del crecimiento poblacional. Cabe pensar que la ciudad no muestra un aspecto higiénico durante los siglos precedentes, y cuenta de ello lo dan los viajeros que documentan su estancia en la capital. Los grandes viajes de agua como son el Alto Abroñigal, construido en 1614, el Bajo Abroñigal en 1617 y al Viaje de la Castellana construido en el periodo de 1614 y 1621 empiezan a mostrar una oferta deficiente. Otros viajes de menor tamaño fueron el viaje de Alto y el Bajo Retiro, el de la Fuente de la Salud, el del Conde de Salinas, el de Retamar, el de San Dámaso o Butarque, el de la Fuente de la Reina. A ello se añade el frecuente desplome de algunas galerías y sus consiguientes problemas, las filtraciones habituales de los pozos ciegos. Algunos estudios sobre la eliminación de las aguas residuales se realiza, siendo uno de los más conocidos el que realiza el agrimensor Joseph Alonso de Arce que publica en 1735 un proyecto titulado; Dificultades vencidas y curso natural en que se dan reglas especulativas y prácticas para la limpieza y asseo de las calles de esta corte, va más allá de los simples estudios de fontanería realizados previamente por Teodoro de Ardemans (autor de las Ordenanzas de Madrid), proponiendo un plan de saneamiento y recogida de las aguas residuales en un conjunto de calles. El plan no pudo ponerse en ejecución.

### Los proyectos iniciales
El abastecimiento de agua en Madrid posee una documentación escrita ya desde comienzos del siglo XVII por el cosmógrafo español García de Céspedes que publica en el año 1606 un tratado sobre la conducción de aguas, describiendo en detalle los viajes de agua en la villa de Madrid. El tratado se titula: Instrumentos nuevos de geometría, muy necesarios para medir distancias y alturas, sin que intervengan números,como se demuestra en la práctica, esta obra de Céspedes incluye un Tratado sobre la conducción de aguas en el que se describen los métodos de elaboración de canales de captación de aguas subterráneas. Algunos de los proyectos es ambiciosa como el del Canal del Guadarrama que fue diseñado en 1785 por el ingeniero de origen francés Carlos Lemaur. Su trazado se detalla en el documento Relación del proyecto de un canal navegable desde el río Guadarrama al Océano.
El fontanero mayor Teodoro de Ardemans en tiempos del reinado Felipe V poseía entre sus funciones la de supervisar los canales, los viajes de agua y las fuentes diversas de la villa madrileña. Teodoro es autor en el año 1724 de una obra titulada «Fluencias de la Tierra y curso subterráneo de las aguas. Medidas de las aguas». Juan Claudio Arnar de Polanco contemporáneo de Teodoro de Ardemans en el año 1727 publica una obra titulada: Arithmética inferior y geometría práctica y especulativa: Origen de los nacimientos de las aguas dulces y gordas de esta coronada villa de Madrid, sus viajes subterráneos con la noticia de las fuentes públicas y secretas de las casas de señores y particulares, y la quantidad que tiene cada uno, que integra el Tratado de los quatro elementos, origen y nacimiento de las aguas y fuentes de Madrid, y sus viages subterráneos. Ardemáns también escribió en 1723 Antiguos viajes de agua. Agua que tiene Madrid para su abasto. Esta última obra es descriptiva y suele emplearse en los estudios históricos y arqueológicos de Madrid ya que describe los viajes de agua más importantes. En ella puede verse detallada una investigación muy detallada sobre la calidad del agua en los conductos, empleando en ello medidas de dureza, de densidad, etc. Mostrando valores tabulados de las medidas realizadas. Cabe destacar la especialización de los viajes de agua en aguas gordas (dedicadas por su salinidad a usos artesanales y riegos de jardines) y las aguas finas (dedicadas al consumo humano).

### El río Lozoya
Los problemas de abastecimiento eran continuos y se intentaba afrontarlos con varias soluciones posibles. Por un lado existían proyectos que procuraban aumentar el caudal de forma artificial del río Manzanares y fueron desestimados por lo caro que resultaba su ejecución. Finalmente se optó por la mejora y ampliación integral de los viajes de agua. Esta solución pronto mostró problemas diversos que hacían ver a los ingenieros que los viajes de agua no proporcionarían una solución de futuro. Pronto se comienza a pensar en la posibilidad de 'mover' el cauce de ríos cercanos a la Capital con el objeto de ofrecer abastecimiento desde ellos. Los ríos candidatos eran el Guadalix que pasa por la villa de Guadalix y que desemboca en el río Jarama. El segundo candidato es el río Lozoya que nace en el puerto de Peñalara. Uno de los planes de canalización del Manzanares quedó desestimado por costes. 
Andrés Martí (apodado por él mismo capitán de Galeota) presenta un proyecto en el que construir un canal de dos kilómetros de longitud, que iba desde una presa en el Jarama hasta el Manzanares. El proyecto fue muy polémico y discutido. Uno de los opositores Vicente Alonso Torralba presenta un plan similar con ciertas modificaciones. Uno de los proyectos precursores a mediados del siglo XVIII es el dirigido por Jorge de Sicre y Béjar que menciona el uso de los ríos Lozoya, Jarama y Guadalix. Cabe destacar los planes del ingeniero francés José Coqueret que optaba tan solo por las aguas del río Lozoya en 1822. En el año 1829 Fernando VII ordena al Ayuntamiento que estudie una solución a las conducciones del agua potable a la ciudad. Finalmente se encarga en ese mismo año a Francisco Javier Barra el estudio del proyecto que se desestima años después por ambicioso. En 1844 el Ministerio de la Gobernación aprueba el proyecto de Pedro Cortijo (que se fundamentaba en los anteriores de Coqueret y Barra). Este último proyecto no se inicia por los elevados costes que posee. Ante la secuencia de fracasos del Ayuntamiento de Madrid en los estudios acerca del abastecimiento, en 1848, ordena de nuevo un estudio de viabilidad a los ingenieros Juan Rafo y Juan de Ribera, en su estudio desestiman el empleo de los cauces del Jarama y del Guadalix para aprovechar el cauce más lejano del río Lozoya.

## sigloXIX: El Canal de Isabel II

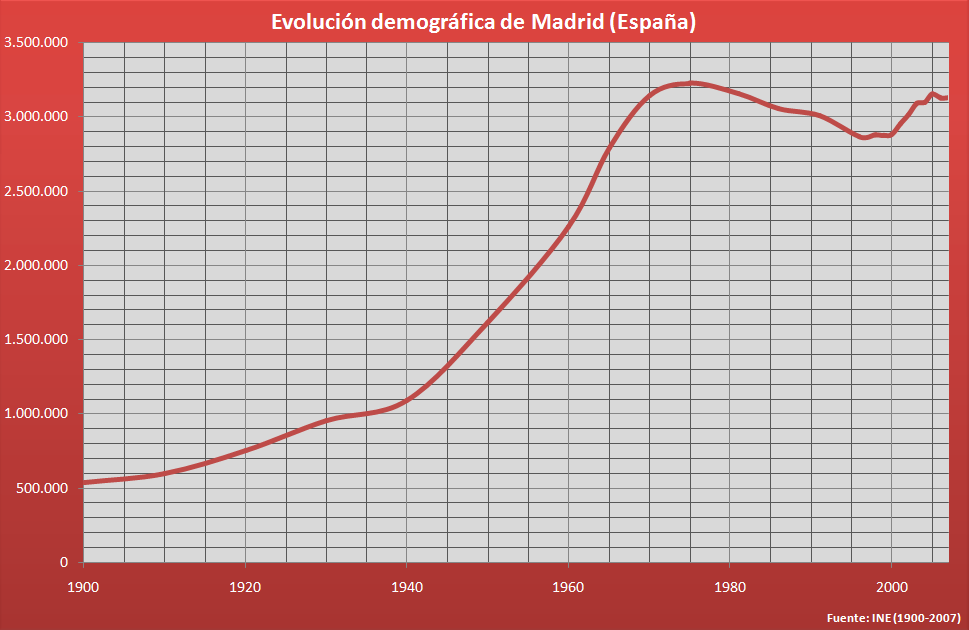
Evolución de la demografía madrileña durante el.

La demografía madrileña y la demanda de agua superaba al crecimiento progresivo de viajes de agua. Es por esta razón por la que ya desde mediados del siglo XVIII existían planes para el abastecimiento de Madrid con las aguas de los ríos: Jarama, Lozoya, Guadalix, Manzanares y Guadarrama. Estos proyectos no lograron ponerse en funcionamiento debido al excesivo coste de los mismos. El abastecimiento mediante el río Manzanares quedaba a estas alturas completamente descartado. A pesar de los problemas, no fue hasta mediados del siglo XIX hasta cuando se pone el proyecto en marcha, con una conducción de setenta y seis kilómetros de longitud, formada por canales, túneles, acueductos y sifones, que desde las presas de Navarejos,el Pontón de la Oliva y El Villar traía diariamente a la capital ciento cuarenta mil metros cúbicos de agua por día procedentes del Lozoya. La obra duraría inicialmente cerca de siete años.  La historia del Canal, según el ingeniero Severino Bello Poysuan (asistente a la Exposición Iberoamericana de Sevilla en 1929) se divide en tres periodos: el primero de 1851 a 1886, el segundo de 1867 a 1907 y el tercero de 1907 a 1929. 

### Las obras iniciales
En 1850 existían cerca de medio centenar de viajes de agua, completando todos ellos cerca de 124 km de longitud.  La mayoría de ellos poseía denominación clara: El Alto y Bajo Abroñigal, el de Alcubilla, Amaniel (también denominado de Palacio) y la Fuente Castellana. El reparto de aguas se realizaba mediante el real de agua fontanero (134 litros/hora) y cada fuente tenía una dotación predeterminada de Real Agua. Estas fuentes sacaban agua que era recogida por el pueblo, así como por los aguadores que se encargaban de transportar el agua en cántaros (es decir con un volumen de cinco azumbres o lo que es lo mismo con 10 litros) a las viviendas privadas que lo solicitasen. La carestía de agua en la ciudad se iba haciendo cada vez más acuciante. En esta época la población de Madrid era de doscientos mil habitantes, los cálculos establecen que se pretendía ofrecer una decena de litros diarios por madrileño, algo insuficiente. 
Al pasar de los años,ya en el siglo XIX el Ayuntamiento de Madrid se encarga del servicio de abastecimiento de agua a la capital. La decisión tomada mediante Real Decreto del 18 de junio de 1851 de tomar las aguas del río Lozoya es refrendada por Bravo Murillo. El mismo Murillo menciona:

«Madrid ve amenazada su existencia por la escasez de agua y que el gobierno no puede permanecer por más tiempo como mero espectador de los sufrimientos actuales de los habitantes, ni aguardar con indiferencia las calamidades que amargan a una numerosa población que crece rápidamente.»

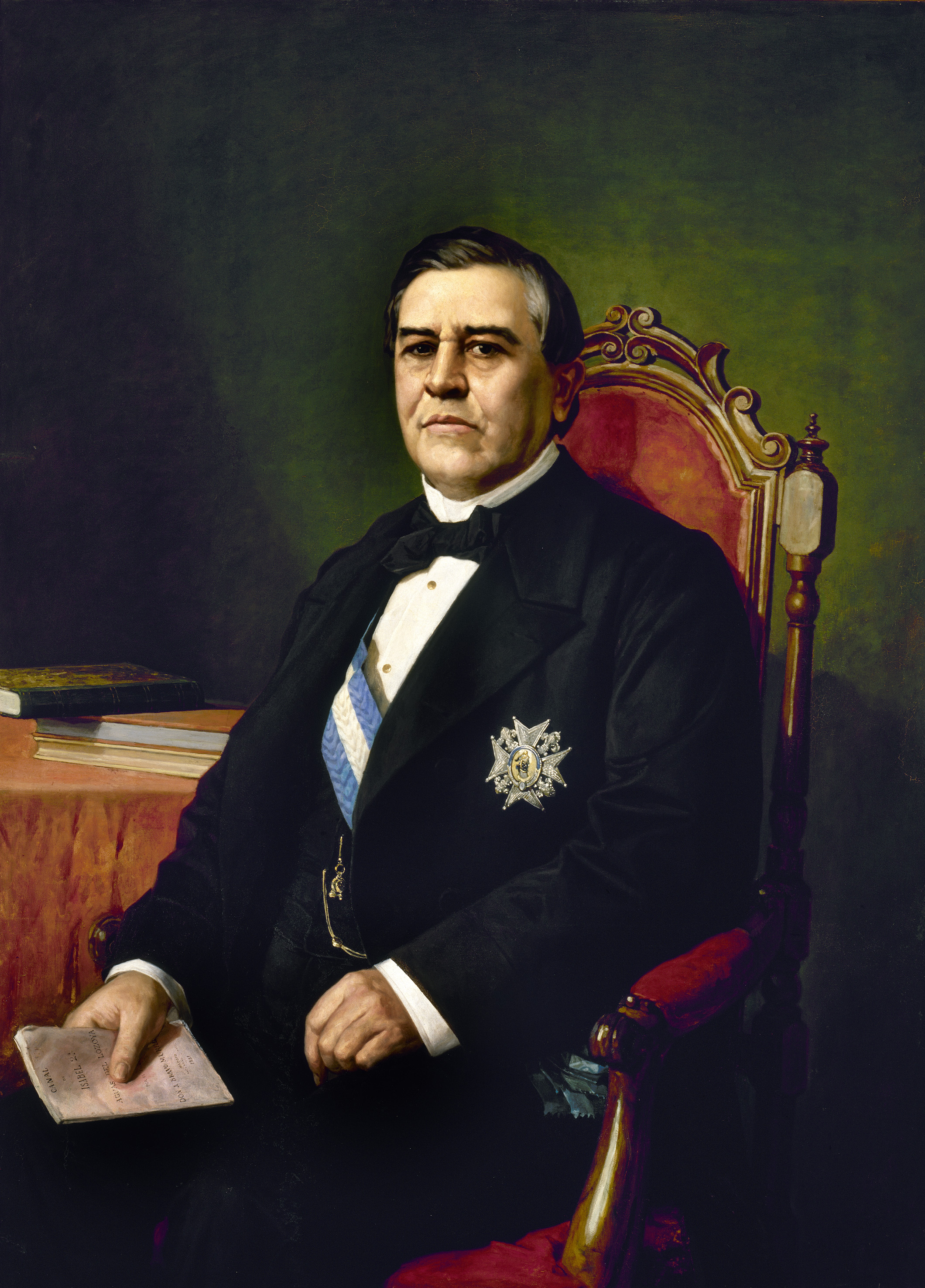
Juan Bravo Murillo, quien mandó construir el Canal de Isabel II

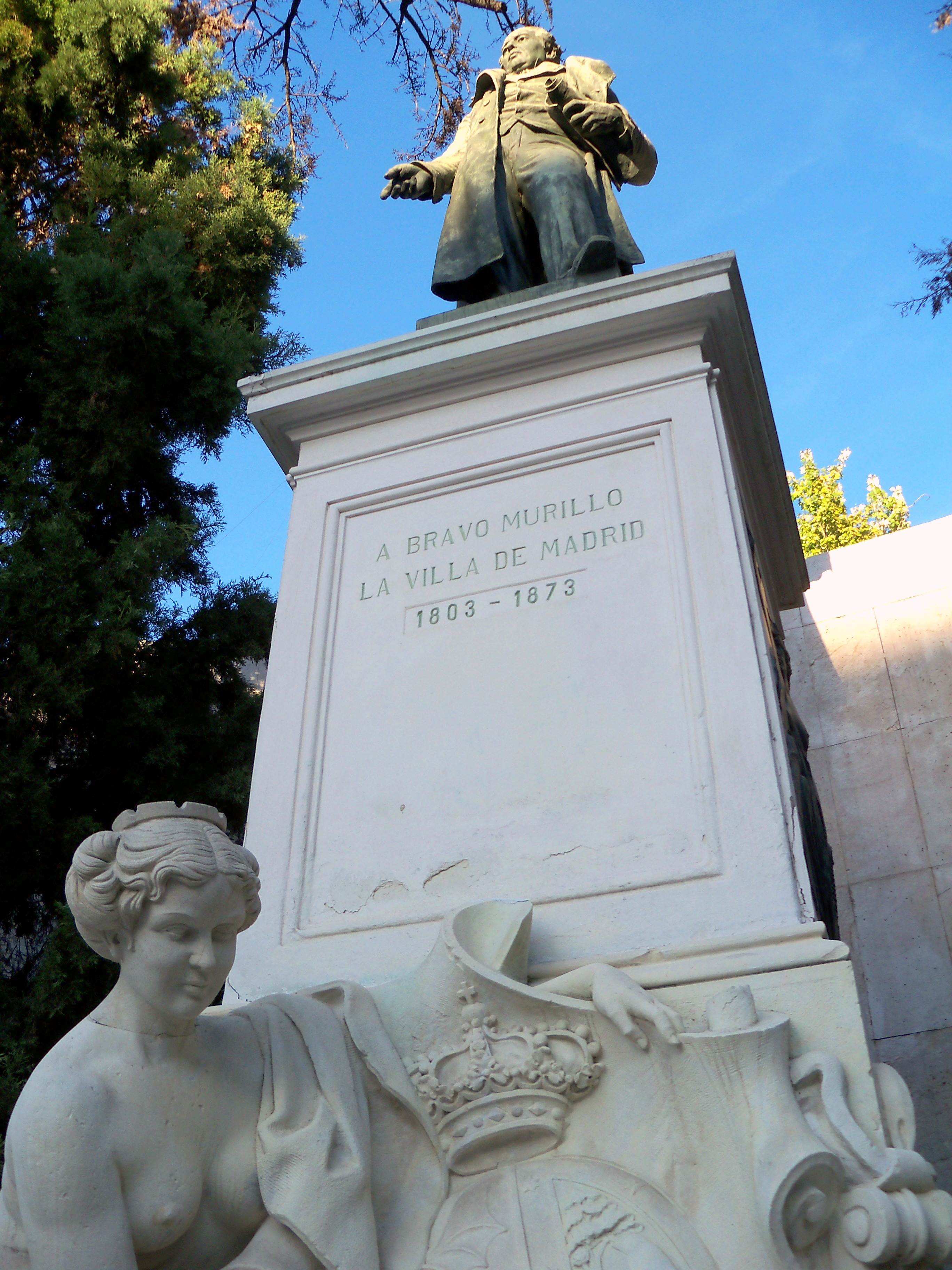
Monumento a Bravo Murillo, en Madrid, esquina de la calle del mismo nombre y la de José Abascal.

El 22 de junio de ese año la Reina de España Isabel II comunica la realización de un Canal. Con anterioridad a esta fecha existieron intentos de hacer concesiones privadas del río, siendo algunos los que intentó el marqués de Retamoso (cuñado de la regente María Cristina), y el marqués de las Marismas del Guadalquivir. Creada la institución del Canal de Isabel II, se formó un Consejo de Administración y un Director Jefe. El primero fue José García Otero, siendo Lucio del Valle (autor del ensanche de la Puerta del Sol) sucesor inmediato de Otero en el puesto ya en el año 1855. Lucio del Valle participó en las obras desde sus comienzos, y fue en gran medida el cerebro director de las obras del primer Canal. Para la financiación de las obras se abrió una subscripción pública que rentaría a cada uno de los participantes según el capital aportado. La reina Isabel II fue la primera en aportar capital a dicha subscripción. 
La experiencia al comienzo de las obras en la realización de grandes obras públicas era realmente escasa. La falta de mano de obra especializada era una tónica habitual, y se decidió realizar las obras más costosas con presidiarios (empleando en ello cerca de dos millares) que en su gran mayoría eran carlistas. Dichos presidiarios eran vigilados por soldados. Las dificultades existentes debido en parte a diversos factores como: la escasa comunicación entre los diversos frentes de obra (a caballo se tardaba a veces cinco horas), la dificultad para transportar materiales. Esta necesidad de comunicación hizo que se instalaran palomares a lo largo del recorrido con el objeto de tener una población de palomas mensajeras capaces de comunicar los diversos frentes de obra. Hubo que construir casetas y establecimientos para acondicionar a los trabajadores. La ejecución de la obra descansaba casi en su totalidad en el Estado y además coincidió con un periodo de inestabilidad política. Las obras se inspiraron en los estudios previos realizados por  los ingenieros Juan Rafo y Juan de Ribera de los cauces del Río Lozoya. El abastecimiento previsto era de 10 000 reales fontaneros (32.440 m³/día). 
Para realizar la primera obra se fijó como objetivo embalsar primero el agua procedente del Pontón de la Oliva (construida en el periodo que va desde 1851 - 1857 y en la actualidad fuera de servicio), lugar donde se acumulaban las aguas del Lozoya antes de su desembocadura en el Jarama. El primer tramo, junto al denominado Canal de Cabarrús (existente ya en 1762 en tiempos del reinado de Carlos III), y a un nivel superior a este, se construye en el periodo que va desde 1852 al 1853. El embalse de El Villar (primera presa de arco de gravedad construida en Europa.) que se construye en el periodo 1873 - 1882. Posteriormente se construirían otras represas como la de Puentes Viejas en 1925. 
Las obras consiguen que el agua del Canal de Lozoya entren en la ciudad de Madrid en 1858 el primer depósito ubicado en la calle de Bravo Murillo (con capacidad de casi sesenta mil metros cúbicos de agua). El 24 de junio de 1858 una multitud contempla como en la Puerta del Sol un río “se ponía de pie”, según la expresión del novelista Manuel Fernández González.

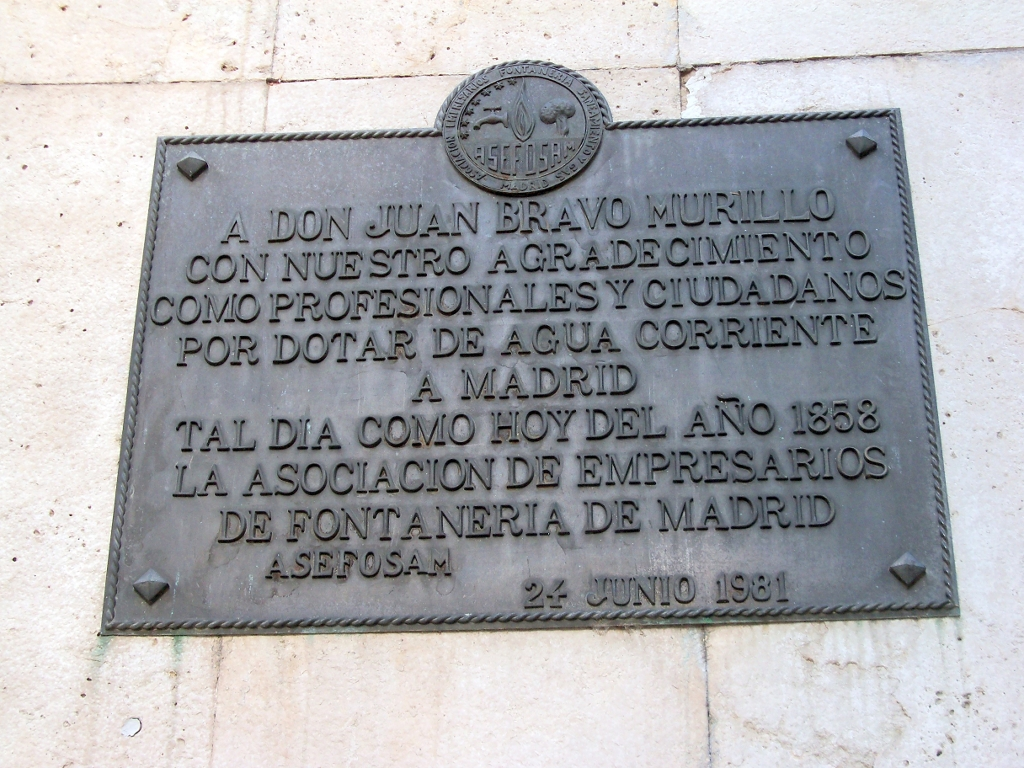
Placa dedicada a Bravo Murillo por los «Fontaneros de Madrid»!

Aunque el suministro de aguas había sido solemnemente inaugurado, la realidad era que este suministro carecía de garantías. Las filtraciones que se presentaban en el terreno donde se había construido el embalse del Pontón de la Oliva eran de tal magnitud que, en las épocas de estiaje del río, el nivel del agua en esta presa descendía por debajo de la cota del canal de salida, haciendo imposible el aprovechamiento de las aguas del embalse. Como solución de emergencia, en el año 1859 se construyó un pequeño azud y un canal que partiendo del río Guadalix, permitían introducir el agua que fluía por este río en el canal cuando el agua del Lozoya escaseaba, y en el año 1860, se prolongó el canal de suministro unos seis kilómetros aguas arriba del Pontón de la Oliva, hasta un punto donde mediante la construcción de una pequeña presa (Navarejos) fue posible derivar el caudal del río a través del canal. No obstante al carecer esta presa de capacidad de regulación, en los estiajes, el agua que circulaba por el río era insuficiente para satisfacer la demanda. Para solucionar el problema se procedió a la construcción de la Presa del Villar, antes mencionada, donde se almacenaba el agua, que en las épocas de estiaje se vertía al cauce del río, circulando por él hasta Navarejos, desde donde se derivaba hacia Madrid. Esta solución permitió garantizar el suministro de agua a Madrid en los años siguientes.

### Los depósitos

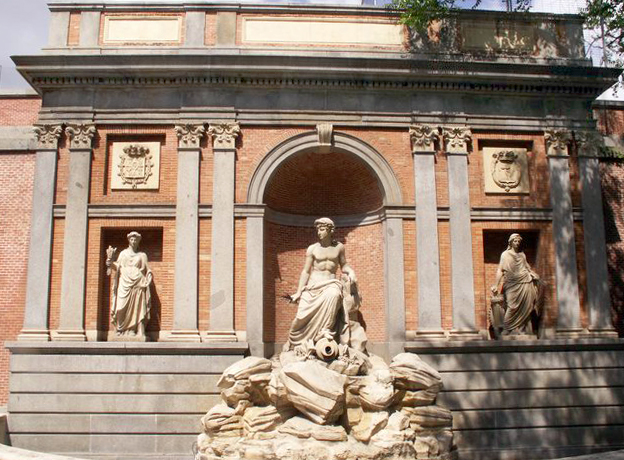
Primer depósito.

El primer depósito es soterrado y se decide ubicar en el antiguo Campo de los Guardias. El lugar era una gran explanada que desde 1850 se empleaba como lugar de ejecución de los reos condenados a muerte, en la actualidad es un espacio urbano delimitado por las calles de Bravo Murillo, Cea Bermúdez, Boix y Morer, y Avenida Filipinas. El primer depósito es concebido por el ingeniero Juan de Ribera Piferrer a modo de cisterna romana, como una inmensa sala hipóstila (que consta de 524 pilares) de área rectangular que está dividida en dos vasos contiguos totalmente independientes con el objeto de permitir el vaciado alternativo que exigían las labores de mantenimiento y limpieza de fondos. El soterramiento del depósito permite que para los madrileños sea un área verde sin arbolado. En la calle de Bravo Murillo se pone una fuente que posee un caño y tres figuras alegóricas del río Lozoya, la Agricultura y la Industria. La obra es de estilo neoclásico tardío y las figuras son obra de Sabino de Medina (Madrid, 1814-1879), Andrés Rodríguez y José Pagniucci. La fuente fue denominada popularmente como la de los patos. El Canal se inaugura el 24 de junio de 1858 (víspera de San Juan Bautista) y para la ceremonia se establece la primera recepción de agua del Lozoya al depósito. A las seis de la tarde (de acuerdo con el Acta de la Presidencia de Ministros) Lucio del Valle da la orden de abrir la compuerta de la Casa-Partidor. Esta apertura causó "un pavoroso estruendo" que se acompañó de vivas a la Reina y salvas de artillería junto con el repiqueteo de campanas mientras el primer depósito se llenaba. 
El agua de Lozoya llegaba desde las fuentes de Lozoya en un instante de gran necesidad, algo que emocionó a los asistentes tal y como reflejan los periódicos de la época. Tras la ceremonia la comitiva real se dirigió al solar de Monteleón ubicado en la Calle ancha de San Bernardo, a la altura de Montserrat para ver el funcionamiento de una fuente en una tribuna.    

"Honor, gloria a la ciencia,
palanca irresistible
al genio creador.
Por él Lozoya altivo
se arranca de su asiento
y eleva al firmamento
su inmenso surtidor."

Se acuñaron medallas conmemorativas con el evento. Al día siguiente en un banquete real, la reina Isabel II le impuso al ingeniero Lucio del Valle la gran cruz de la Orden de Carlos III. El año 1858 la ciudad de Madrid rondaba el cuarto de millón de habitantes y debían ser abastecidos con una red de agua que se entubaba. Desde el primer depósito salían dos principales arterias, una de ellas seguía por la Calle ancha de San Bernardo hasta la Puerta de Toledo, la otra seguía por la calle fuencarral y alcanzaba la calle Atocha. La primera casa con agua corriente fue la del Marqués de Bedaña, el lujo de tener un grifo en casa era un lujo reservado a unos cuantos. Poco a poco se fue extendiendo su uso y en las casas humildes el agua se distribuía en fuentes colocadas en los patios. Se comienza a instalar en las calles bocas de riego empleadas en el saneamiento y limpieza de las mismas.  
Tras cumplir el primer objetivo de conexión con el río Lozoya, los ingenieros intentaron resolver la dependencia de los suministros irregulares del río. En 1865 se construye otro depósito con el objetivo de minimizar la escasez de agua en los periodos estivales. El volumen del segundo depósito garantizaba el abastecimiento de agua durante un periodo de tres semanas. Este depósito se vio acompañado con la construcción de un nuevo embalse aguas arriba del de El Pontón de la Oliva. En 1867 se incorpora la obra al Ministerio de Fomento en forma de negociado. Del año 1869 a 1879 se construye la que sería novedosa presa del Villar. Es por esta época cuando se produce la revolución denominada La Gloriosa que derroca a Isabel II. A raíz de este hecho desde 1868 a 1876 se sustituye el nombre de Canal de Isabel II por Canal de Lozoya. La población de Madrid no dejaba de crecer y ya a comienzos del siglo se comienza la construcción de un tercer depósito con un volumen mayor que los anteriores otros dos.  
El tercer depósito se construyó en el área que quedaba del "Campo de Guardias" y que no era ocupado por el primer depósito. Entre 1893 y 1897 se construyó el volumen del vaso. En 1900 se consolidó el suelo y se concedió la obra al ingeniero José Eugenio Ribera. La obra se realizaría en hormigón armado. El 8 de abril de 1905, cuando la obra (en avanzado estado) se estaba realizando, la cubierta se vino abajo, alcanzando a diversos obreros. Hubo 30 obreros muertos y 60 heridos. Este suceso conmocionó la vida madrileña de los inicios del siglo XX. Se acusó desde los periódicos al ingeniero, aunque no fue así desde la prensa especializada de la época. Se abrió un debate centrado en la conveniencia del uso del hormigón armado.  Uno de los defensores de Ribera, José Echegaray, describe como principal causa del derrumbe: la ola de calor existente ese año en Madrid. El excesivo calor dilató los nervios de acero del hormigón. A pesar de todo, el tercer depósito se finalizó en 1915.  En el barrio de Chamberí durante el periodo que va desde 1910 a 1911 se construye un depósito elevado (el depósito elevado de Chamberí), justo a la orilla del segundo depósito. Este primer depósito elevado se pone en funcionamiento el 15 de noviembre de 1911. Este depósito elevado (denominado el "vaso") se restaura en el año 1986 y acaba siendo una sala de exposiciones de la Comunidad de Madrid.
Las obras del Metro de Madrid en el año 1917 debajo de la Puerta del Sol a una cota de catorce metros bajo el pavimento con el objeto de elaborar la línea Norte-Sur. La profundidad elegida por los ingenieros era tal que quedase por encima de su trasdós, altura suficiente para el túnel de la línea Este-Oeste (ubicada a una cota inferior, es decir más cerca de la superficie terrestre) y para la galería visitable del Canal de Isabel II. A partir de estos instantes la complejidad de la red de transporte suburbano competirá con el espacio que necesita la creciente canalización del agua debido a las obras de expansión del Canal de Isabel II. En 1920 el Canal de Isabel II alcanza los 233 kilómetros de red de distribución.

### Las acequias de riego
Desde la fase de planificación inicial del primer canal abierto en 1858 se previeron ya varias acequias para regadíos, para aprovechar el sobrante de las que llegaban a Madrid para consumo humano. Se conocían popularmente como El Canalillo o los Canalillos, y al contrario que las conducciones principales iban a cielo abierto en vez de soterradas. La construcción de estas acequias se inició en 1868 como medida para contrarrestar el desempleo tras la inestabilidad surgida del derrocamiento de la reina Isabel II, pero su terminación ocupó buena parte del reinado de Alfonso XII. 

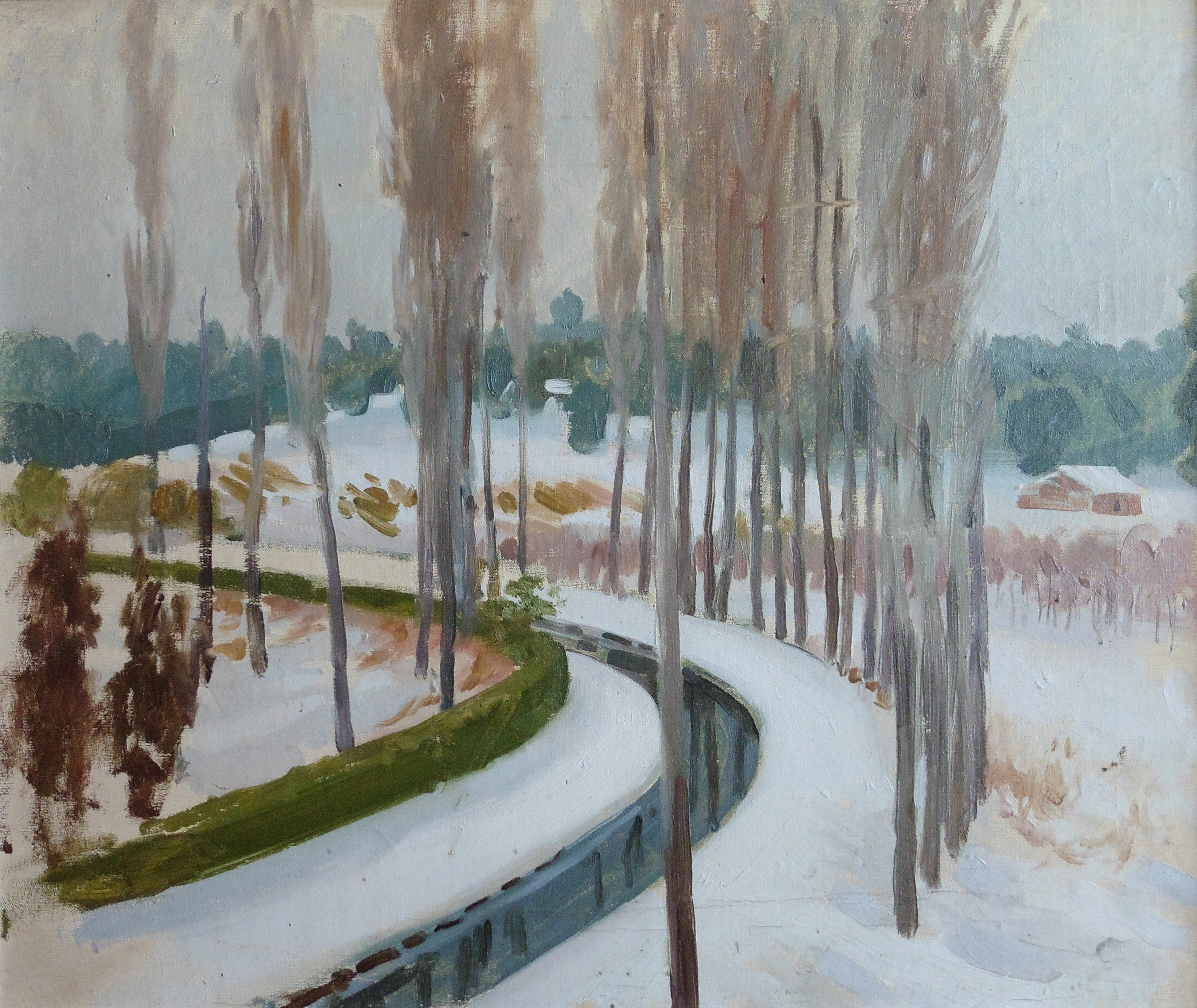
Dehesa de la Villa (1918-1920) de Enrique Simonet con vista de la Acequia del Norte

Las acequias partían de la denominada Casa Partidor, junto al hospital de la Cruz Roja en la actual Avenida de la Reina Victoria, y eran tres, a saber:
- Acequia del Norte, que descendía de sur a norte por la Dehesa de la Villa y Valdezarza. Desembocaba en el Arroyo del Obispo.
- Acequia del Este, recorría las inmediaciones del antiguo Hipódromo (actuales terrenos de los Nuevos Ministerios), AZCA, la Guindalera y el Parral. Desembocaba en el Arroyo Abroñigal después de atravesar la Prosperidad (barrio).
- Acequia del Sur, escindida de una variación de trazado de la del Este, bordeaba el antiguo Cementerio de San Martín (emplazamiento del actual Estadio de Vallehermoso) y desembocaba, tras un recorrido mucho más corto que las dos primeras, hacia el arroyo de San Bernardino.

Conforme fue avanzando el siglo XX, estas acequias fueron absorbidas por la edificación de nuevos barrios de Madrid, y la desaparición de la agricultura las hizo innecesarias. Se cerraron en 1967 y quedan algunos tramos restaurados, como el que recorre la Dehesa de la Villa a modo de senda para peatones y ciclistas, o el que transcurre por el interior del recinto de la Residencia de Estudiantes del CSIC, que dispone incluso de agua para rememorar su aspecto de origen.

### Durante la Guerra Civil y la posguerra
El momento más difícil de la institución se produjo durante el periodo de la Guerra Civil, rebautizada  como Canales del Lozoya desde pocos días después de la declaración de la República en 1931. Durante el tiempo que se produjo la defensa de Madrid adoptó medidas de protección de todas las instalaciones. Los instantes iniciales de defensa de la Sierra Norte de Madrid a finales de julio del año 1936 se produjeron en las cercanías de las instalaciones diversas confrontaciones entre las tropas de milicianos gobernadas por Cipriano Mera. La zona correspondiente al primer depósito sufrió el impacto de numerosas bombas. A pesar de ello el agua no faltó en Madrid durante la contienda, bien es cierto que no se registraron ataques directos contra las instalaciones del suministro y las reparaciones en los canales fueron, en su mayor parte, a causa de averías similares a las anteriores a la guerra. La zona de los tres depósitos se encontraba despoblada al finalizar la Guerra Civil, el ensanche posterior de la ciudad por esta zona hizo que el barrio fuera poco a poco conformándose y fundiéndose con el resto.
El 14 de octubre de 1945 se pone en funcionamiento del depósito elevado de Plaza Castilla y el 19 de julio de 1952 se inaugura. Elaborado con hormigón, de estructura funcional destaca sobre la plaza Castilla. Una orden del 10 de agosto de 1954 permite hacer reserva del agua de los ríos Lozoya, Jarama y Sorbe para abastecer Madrid. Por ello los pantanos de El Vado y del Pozo de los Ramos son gestionados por el Canal de Isabel II y este último se une por el Canal del Sorbe al canal del Jarama a la salida de aquel del embalse de El Vado. El Canal del Jarama, terminado en 1960, lleva el agua a Madrid desde el embalse del Vado. En el año 1954 se realizan proyectos para la distribución y alcantarillado del agua. Ya en el año 1967 pone en funcionamiento la primera estación de tratamiento de agua potable (Estación de Tratamiento de Agua Potable o ETAP) ubicada en Torrelaguna. No obstante anteriormente se había construido un ingenioso  sistema que permitía derivar las aguas turbias, evitando que entrarán en el embalse del Villar y, desde él, en el canal de suministro, que funcionó durante más de cuarenta años. En 1972 se incorpora al Canal el agua procedente del embalse de El Atazar, que pasa a ser la presa más importante del sistema de abastecimiento a la Comunidad de Madrid. En el año 1977 Canal pasa a ser una empresa pública que depende del Ministerio de Obras Públicas de España.

## Actualidad
En 1984 se inician los pasos para la incorporación de la empresa a la Comunidad de Madrid, a estas alturas la finalidad ya no es la de suministro, sino la gestión integral de las aguas, lo que supone también la depuración y tratamiento. Su área de acción ya no es sólo la ciudad sino que también a los municipios de la Comunidad. En 1990 el Canal adquiere protagonismo por emitir por primera vez una campaña educativa que titula "El agua en tu comunidad", en ella tiene por objetivo la sensibilización sobre el uso del agua a los ciudadanos. El éxito de la campaña hará que en se hagan reediciones incidiendo en diversos aspectos del consumo de agua. En esta etapa se desarrolla el Primer Plan Integral del Agua en Madrid y en dicho plan ya empieza a contemplar las estaciones depuradoras de aguas residuales. De esta forma el CYII adquiere, poco a poco, un cometido de limpieza de las aguas usadas. Esta gestión integral de las aguas se completa en 2005. Mediante un acuerdo con Cruz Roja España el Canal crea un organismo denominado Canal Voluntarios en el que prepara a un conjunto de expertos en la intervención en caso de catástrofes. En este mismo año inicia el plan Madrid Dpura con el objeto de mejorar los tratamientos de las aguas residuales, el intervalo de actuación finaliza en 2010. Los procesos de depuración de aguas residuales generan lodos con alto contenido en materia orgánica y nutrientes. Estos residuos se utilizan finalmente como añadido orgánico o como fertilizantes en la agricultura y jardinería. El plan se asigna al Canal.  
A finales de 2000 se crea la Fundación Canal de Isabel II con el objeto de promover y organizar actividades de interés general, así como de elaborar contenidos e información sobre el consumo del agua y de recuperar la historia del Canal. El 18 de junio de 2001 el Canal Cumplió su 150 aniversario. Con motivo de este acontecimiento se celebraron diferentes exposiciones y jornadas conmemorativas en la ciudad, se llegó a distribuir una botella con agua del Canal, especialmente embotellada para la ocasión. Realización de diversos actos oficiales. Los periódicos de Madrid incluyeron un apartado histórico y descriptivo de las infraestructuras. En septiembre de 2005 el CYII se hace cargo de la gestión de las depuradoras de titularidad municipal de Madrid, de esta forma completa la gestión integral del ciclo del agua: abastecimiento y depuración. 
En 2009 el CYII ya abastece a una población de seis millones de personas y disponía de catorce embalses, ochenta y un  captaciones de aguas subterráneas, veintidós grandes depósitos reguladores y doscientos cuarenta de menor tamaño; dieciocho estaciones de elevación, doce plantas de tratamiento de agua potable, cerca de catorce mil kilómetros de red de distribución, quinientos kilómetros de grandes conducciones, ciento cincuenta estaciones depuradoras de aguas residuales y cinco mil kilómetros de alcantarillado y cerca de setecientos kilómetros de colectores.  En agosto de 2010 se abre el que será el primer laboratorio de Aguas Depuradas del Canal de Isabel II, este laboratorio atiende y vigila la salubridad de las estaciones de depuración. 
Este mismo año conecta con el río Tajo por vez primera, inaugurándose oficialmente el 30 de noviembre de 2010 la ETAP del Tajo, en Colmenar de Oreja, encargada de potabilizar el agua procedente de este río. Por primera vez el Canal de Isabel II usa tecnología de ósmosis inversa, similar a la utilizada en la desalinización del agua de mar, en el proceso de potabilización. Ello es debido al alto contenido de sulfatos presente en el agua procedente de este río, de características muy diferentes a las provenientes de la Sierra de Guadarrama tradicionalmente utilizadas en el abastecimiento.